# Rathaus Jever

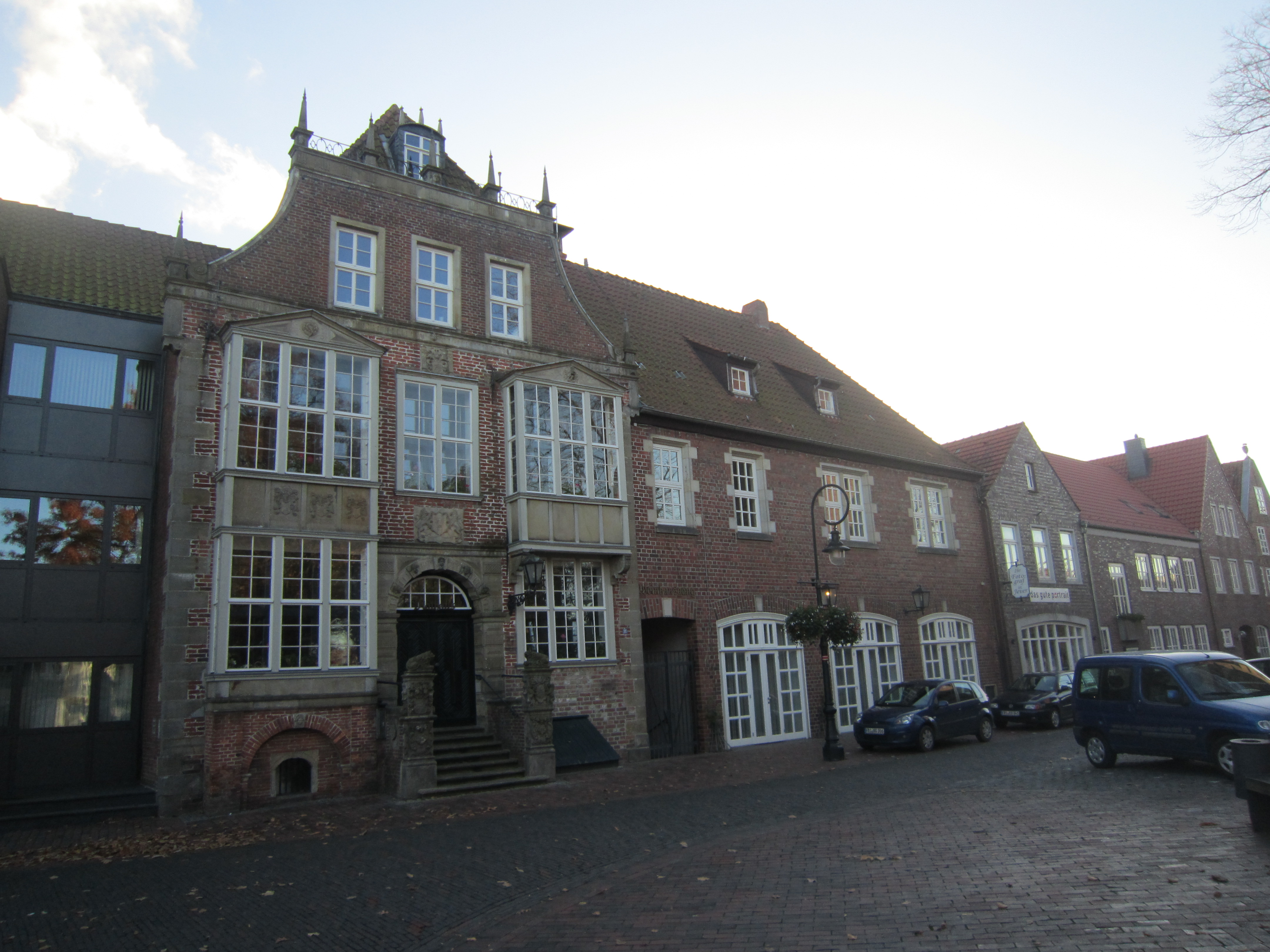
Rathaus Jever

Das Rathaus Jever steht in Jever, der Kreisstadt des Landkreises Friesland in Niedersachsen.

## Geschichte
Das Rathaus wurde 1609–1616 durch Albert von Bentheim errichtet. Der ursprüngliche Volutengiebel wurde 1836 durch den heutigen, wesentlich schlichteren Abschluss ersetzt. 1963 wurde das Rathaus wegen Baufälligkeit fast vollständig abgebrochen und durch einen Neubau ersetzt. Nur die äußere Fassade konnte beim Neubau erhalten bleiben.

## Beschreibung

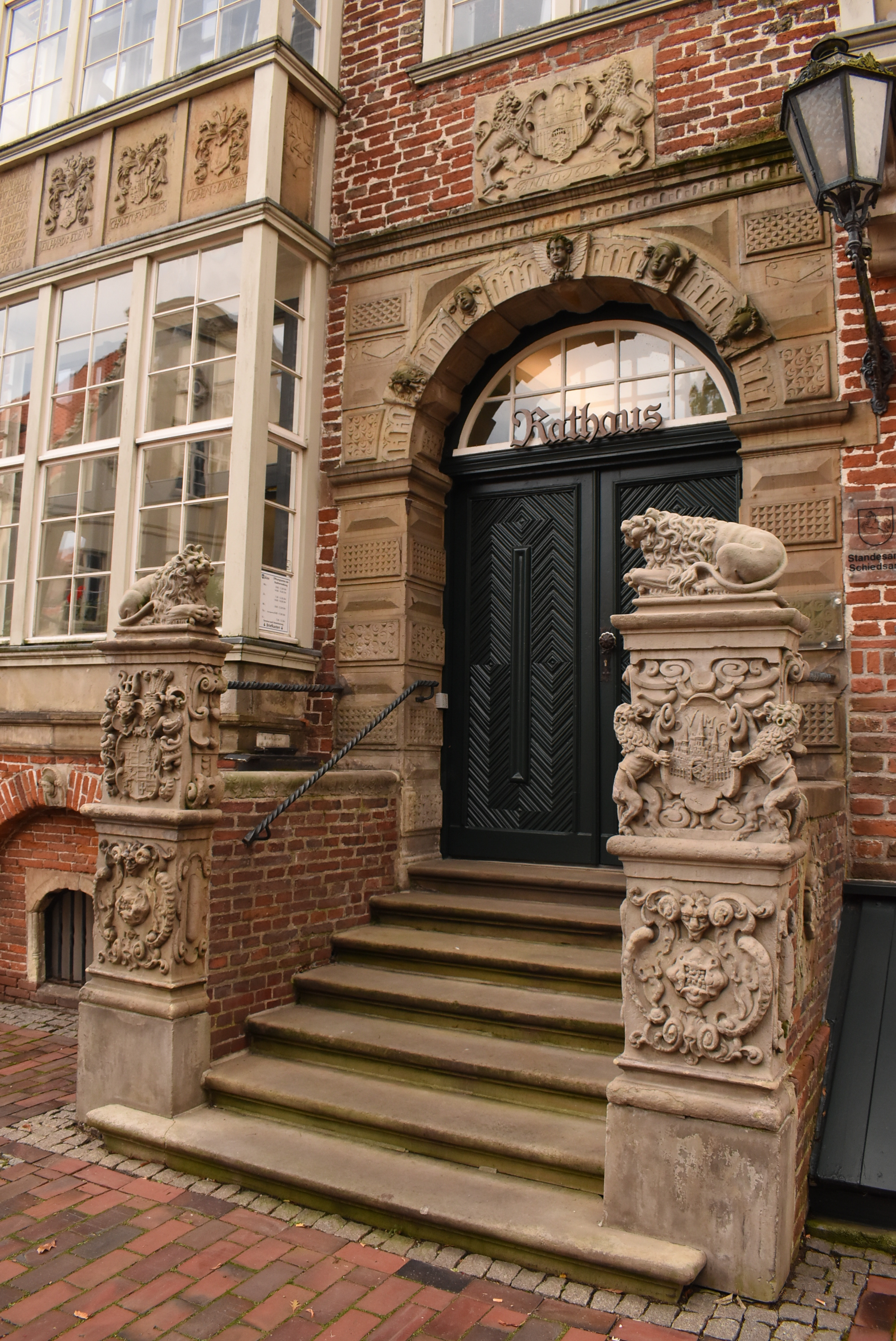
Beischlagwangen an der Freitreppe, 1609

Das aus Backsteinen errichtete Gebäude mit zwei Geschossen ist mit Werksteinen gegliedert. In der Mitte der dreigliedrigen Fassade befindet sich das rundbogige Portal mit rechteckiger, durch Kerbschnittquader und Engelsköpfe verzierten Rahmung aus Sandstein, darüber ist das mit 1609 datiert Stadtwappen. Die steinerne, vom Bremer Steinhauer Heinrich Bartels mit Beischlagwangen versehene Freitreppe wurde 1621 dem Portal vorgesetzt. 1746 wurde eine Auslucht und ein Erker in die Fassade eingefügt. 1836 wurde der einst mächtige, dreigeschossige Volutengiebel abgetragen. Stattdessen wurde ein schlichter Giebel mit spätklassizistischem Giebelfußgesims errichtet. Sieben der ursprünglich neun Obelisken am Giebel wurden wiederverwandt.